# Кох пар
Кох пар (арм. Կոխ պար) — армянский народный шуточно-спортивный танец, в котором представлена борьба двух силачей.

## Этимология
Название танца связано с армянской национальной борьбой Кох и в переводе с армянского языка значит «танец-борьба».

## Исполнение
Армянский этнограф Г. Ерзнкянц, описывая армянскую свадьбу в Лори в 1898 году, упоминает, что во время празднеств исполняли сольные танцы, песню-пляску Зопи и боевой танец Кох.
Танцевальное действо начинается с образной подготовки двух юношей к предстоящей борьбе. Выйдя с противоположных сторон, они обмениваются пристальными взглядами, закатывают рукава, настраиваются на схватку. Далее борцы сходятся в середине, чтобы подать руки, после чего вновь отскакивают друг от друга, пригибаются к земле, перед схваткой трут ладонями о землю.
Борьба проходит с переменным успехом: то один, то другой пригибает противника к земле. Затем вновь совершаются обходы по кругу, после чего наступает кульминация, когда один из борцов в решительной схватке побеждает второго, укладывая его на землю.
В завершение победитель подаёт проигравшему руку, помогает встать с земли, борцы по-дружески обнимаются, целуются и переходят в бурный пляс, часто под музыку «Зурны трынги».